# Kwitnewe (przystanek kolejowy)
Kwitnewe, także 128 km, (ukr. Квітневе, ros. Квитневое) – przystanek kolejowy w miejscowości Kwitnewe (dawniej Koniuszki), w rejonie dubieńskim, w obwodzie rówieńskim, na Ukrainie.